# デリック・ホワイト (バスケットボール)
デリック・リチャード・ホワイト（Derrick Richard White, 1994年7月2日 - ）は、アメリカ合衆国コロラド州パーカー出身のプロバスケットボール選手。NBAのボストン・セルティックスに所属している。ポジションはポイントガードとシューティングガードをこなせるコンボガード。

## 経歴
コロラド州ダグラス郡出身。コロラド州パーカーのレジェンド高校を卒業後、主要大学からのオファーを得られず、NCAAディビジョンⅡに属するコロラド大学コロラドスプリング校に進学した。2012年から2015年までの3シーズンをコロラド大学コロラドスプリング校でプレーした後、NCAAディビジョンⅠのコロラド大学ボルダー校に転校し、2015-16シーズンは転校規定で試合に出場することはできなかったが、2016-2017シーズンをコロラド・バッファローズでプレーした。

### NBA
ホワイトは、2017年のNBAドラフト・コンバインに招待される60人のプレーヤーに選ばれたが、ハイスクール時点での評価は低く、デビジョンⅠ大学への勧誘のなかった3選手の内の1人であった。
2017年6月22日、NBAドラフト、1巡目29位でサンアントニオ・スパーズに指名され、7月6日、正式に契約を結んだ。

#### サンアントニオ・スパーズ

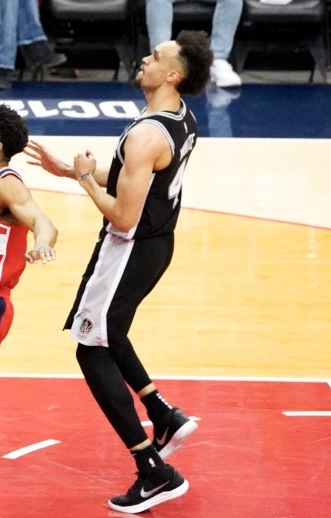
サンアントニオ・スパーズ時代

2017年10月18日、ミネソタ・ティンバーウルブズ戦でNBAデビューを果たし、10月28日のオーランド・マジック戦でフリースローによる初得点と3リバウンド、2アシストを記録した。10月31日、ダービス・バータンとともに、Gリーグのオースティン・スパーズにアサインされた。11月4日、Gリーグでのテキサス・レジェンズ戦で右手首を骨折し、負傷者リスト入りした。
2018年3月12日、ヒューストン・ロケッツ戦で4リバウンド、1アシスト、1ブロックとともにキャリアハイとなる14得点を記録した。

#### ボストン・セルティックス
2022年2月10日にジョシュ・リチャードソン、ロメオ・ラングフォード、2022年ドラフト1巡目プロテクト指名権とのトレードで、ボストン・セルティックスへ移籍した。
2022-23シーズンはディフェンス面で高評価され、自身初のNBAオールディフェンシブ・セカンドチームに選出された。
2023-24シーズン、3月18日、デトロイト・ピストンズとの対戦で、22得点、10アシスト、10リバウンドを記録、NBAでのキャリア初のトリプルダブルを記録したこととなった。プレーオフ1回戦、マイアミ・ヒートとの第4戦でキャリアハイとなる38得点を記録した。ダラス・マーベリックスとファイナルでは全5試合で1試合平均13.8得点、スリーポイント成功率39.5%を記録して、優勝を果たした。
2024-25シーズン、3月6日のポートランド・トレイルブレイザーズとの対戦でキャリアハイとなる9本の3ポイントを成功させ、キャリアハイを更新する41得点を記録した。

## アメリカ代表
2019年8月24日、ホワイトは2019年FIBAワールドカップにおけるアメリカ代表チームの最終ロスターに登録された。

## 個人成績

### NBA

#### レギュラーシーズン
| シーズン | チーム | GP  | GS  | MPG  | FG%  | 3P%  | FT%  | RPG | APG | SPG | BPG | PPG  |
| -------- | ------ | --- | --- | ---- | ---- | ---- | ---- | --- | --- | --- | --- | ---- |
| 2017–18  | SAS    | 17  | 0   | 8.2  | .485 | .615 | .700 | 1.5 | .5  | .2  | .2  | 3.2  |
| 2018–19  | SAS    | 65  | 53  | 25.8 | .476 | .333 | .769 | 3.6 | 5.0 | 1.0 | .7  | 9.9  |
| 2019–20  | SAS    | 68  | 20  | 24.7 | .458 | .366 | .853 | 3.3 | 3.5 | .6  | .9  | 11.3 |
| 2020–21  | SAS    | 36  | 32  | 29.6 | .411 | .346 | .851 | 3.0 | 3.5 | .7  | 1.0 | 15.4 |
| 2021–22  | SAS    | 49  | 48  | 30.3 | .426 | .314 | .869 | 3.5 | 5.6 | 1.0 | .9  | 14.4 |
| 2021–22  | BOS    | 26  | 4   | 27.4 | .409 | .306 | .853 | 3.4 | 3.5 | .6  | .6  | 11.0 |
| 2022–23  | BOS    | 82  | 70  | 28.3 | .462 | .381 | .875 | 3.6 | 3.9 | .7  | .9  | 12.4 |
| 2023–24  | BOS    | 73  | 73  | 32.6 | .461 | .396 | .901 | 4.2 | 5.2 | 1.0 | 1.2 | 15.2 |
| 2024–25  | BOS    | 76  | 76  | 33.9 | .442 | .384 | .839 | 4.5 | 4.8 | .9  | 1.1 | 16.4 |
| 通算     | 通算   | 494 | 378 | 28.5 | .448 | .369 | .852 | 3.7 | 4.2 | .8  | .9  | 13.0 |

#### プレーオフ
| シーズン | チーム | GP | GS | MPG  | FG%  | 3P%  | FT%  | RPG | APG | SPG | BPG | PPG  |
| -------- | ------ | -- | -- | ---- | ---- | ---- | ---- | --- | --- | --- | --- | ---- |
| 2018     | SAS    | 3  | 0  | 6.0  | .500 | .500 | ---  | .0  | .3  | .3  | .7  | 2.3  |
| 2019     | SAS    | 7  | 7  | 27.3 | .547 | .294 | .731 | 3.0 | 3.0 | .7  | .7  | 15.1 |
| 2022     | BOS    | 23 | 3  | 25.4 | .364 | .313 | .824 | 3.0 | 2.7 | .9  | .6  | 8.5  |
| 2023     | BOS    | 20 | 16 | 29.7 | .505 | .455 | .912 | 3.0 | 2.1 | .6  | 1.0 | 13.4 |
| 2024     | BOS    | 19 | 19 | 35.6 | .452 | .404 | .921 | 4.3 | 4.1 | .9  | 1.2 | 16.7 |
| 2025     | BOS    | 11 | 11 | 37.7 | .463 | .385 | .861 | 5.1 | 3.5 | .6  | 1.1 | 18.8 |
| 通算     | 通算   | 83 | 56 | 29.9 | .456 | .392 | .854 | 3.5 | 2.9 | .8  | .9  | 13.3 |

### カレッジ
| シーズン | チーム   | GP | GS | MPG  | FG%  | 3P%  | FT%  | RPG | APG | SPG | BPG | PPG  |
| -------- | -------- | -- | -- | ---- | ---- | ---- | ---- | --- | --- | --- | --- | ---- |
| 2016–17  | コロラド | 33 | 33 | 32.9 | .570 | .401 | .805 | 4.1 | 4.3 | 1.2 | 1.4 | 18.3 |

## プレースタイル
ポイントガードとシューティングガードも出来る器用さを持ちどのエリアからも得点できるコンボガード。また、2022-23シーズン、2023-24シーズンにNBAオールディフェンシブ・セカンドチームに選出されるなど、ディフェンスにも定評がある。

## 脚註
1. ↑  “Derrick White stats,details,videos and news.”.   NBA.com (2019年). August 10,2020閲覧。 エラー: 閲覧日が正しく記入されていません。
2. ↑  “Derrick White stats,details,videos and news.”.   NBA.com (2019年). August 10,2020閲覧。 エラー: 閲覧日が正しく記入されていません。
3. ↑  “Derrick-White”.   draftexpress.com (2017年). 2017年11月13日閲覧。
4. ↑  “NBA Advanced Stats/Draft Combine”.   NBA.com (2018年). 2018年4月19日閲覧。
5. ↑  Rooney, Pat (2017年4月29日). “Derrick White to represent CU at NBA draft combine”. buffzone.com 2017年5月6日閲覧。
6. ↑  “NBAドラフト2017 指名結果速報”.   NBA.com (2017年6月23日). 2017年6月23日閲覧。
7. ↑  “SPURS SELECT DERRICK WHITE AND JARON BLOSSOMGAME IN 2017 NBA DRAFT”. NBA.com (2017年6月23日). 2017年6月23日閲覧。
8. ↑  “SPURS SIGN 2017 FIRST ROUND PICK DERRICK WHITE”.   NBA.com (2017年7月6日). 2017年7月7日閲覧。
9. ↑  “Aldridge's double-double leads Spurs by Timberwolves, 107-99”. ESPN.com (2017年10月18日). 2017年10月18日閲覧。
10. ↑  “Derrick White”.   sports.yahoo.com (2017年11月6日). 2017年11月6日閲覧。
11. ↑  “SAN ANTONIO ASSIGNS DAVIS BERTANS AND DERRICK WHITE TO AUSTIN SPURS”. nba.com (2017年10月31日). 2017年10月31日閲覧。
12. ↑  “spurs-injury-update-11/6/17”.   nba.com (2017年11月5日). 2017年11月13日閲覧。
13. ↑  “Harden helps Rockets to easy 109-93 win over Spurs”. ESPN.com (2018年3月12日). 2018年3月13日閲覧。
14. ↑  “Celtics Acquire Derrick White From Spurs For Josh Richardson, First Round Pick”.   RealGM (2022年2月10日). 2022年2月11日閲覧。
15. ↑  “Jaren Jackson Jr. headlines 2022-23 Kia NBA All-Defensive teams” (英語). NBA.com. 2023年5月9日閲覧。
16. ↑  “Derrick White felt a little guilty about chasing his first career triple-double” (英語).   CBS (2024年3月19日). 2024年3月20日閲覧。
17. ↑  “Derrick White scores 38, Celtics top Heat 102-88 to take a 3-1 East playoff series lead” (英語).   ESPN (2024年4月30日). 2024年6月19日閲覧。
18. ↑  “Derrick White 2023-24 Stats pre Game” (英語).   ESPN. 2024年6月19日閲覧。
19. ↑  “Pritchard scores career-high 43, knocks down 10 3s to lead Celtics over Blazers 128-118” (英語). ESPN (2025年3月6日). 2025年4月17日閲覧。
20. ↑  “2019 USA Basketball Men’s World Cup Team Roster Announced”. usab.com (2019年8月24日). 2019年8月24日閲覧。
21. ↑  “Four stats that highlight Derrick White's incredible defensive impact” (英語). NBC Sports Boston. 2023年11月11日閲覧。